# 보케오주

보케오주

보케오주(라오어: ບໍ່ແກ້ວ 보깨오)는 라오스 북부에 있는 주로, 주도는 후아이싸이이며 면적은 6,196km2, 인구는 179,243명(2015년 기준), 인구밀도는 28.9명/km2이다. 귀금속과 광물 자원이 매장되어 있는 ‘보깨오’는 라오어로 ‘광물 갱’을 뜻한다.
1983년 루앙남타주에서 분리되어 신설되었다. 북동쪽으로는 루앙남타주, 동쪽으로는 우돔사이주, 남쪽으로는 사이냐불리주와 접하며 남서쪽으로는 태국, 서쪽과 북서쪽으로는 미얀마와 국경을 접한다.